# Marina Masoni
Marina Masoni (* 25. Juli 1958 in Lugano) ist eine Schweizer Rechtsanwältin und Politikerin (FDP).

## Biografie
Die Tochter von Valeria Fontana und Franco Masoni, Jurist, Dichter und ehemaliger Tessiner Gross- und Ständerat, erwarb nach der obligatorischen Schule und dem Gymnasium in Lugano das Lizenziat der Rechtswissenschaften an der Universität Zürich und wurde später Assistenzprofessorin für internationales Privatrecht an derselben Universität. Danach erwarb sie das Anwalts- und Notariatspatent und kehrte in den Kanton Tessin zurück, wo sie bis zu ihrer Wahl in den Staatsrat im Jahr 1995 im Familienunternehmen Masoni-Fontana arbeitete. Sie ist mit dem Dermatologen Francesco Pelloni verheiratet und seit 1999 Mutter von Giacomo.
Sie war die erste Frau, die in die Tessiner Exekutive gewählt wurde. Vor dieser Wahl war sie bereits seit mehreren Jahren politisch aktiv: Von 1988 bis 1990 präsidierte sie die Jungfreisinnigen Schweiz; von 1987 bis 1995 war sie Mitglied des Grossen Rates. Sie blieb bis 2007 im Staatsrat, wo sie das Finanz- und Wirtschaftsdepartement leitete und 1998, 2000 und 2005 den Vorsitz innehatte. Im Jahr 2004 wurde sie zur Vizepräsidentin der Freisinnig-Demokratischen Partei der Schweiz ernannt; ein Amt, das sie bis 2006 innehatte.
Von 2004 bis 2007 war sie Mitglied des Bankrates der Schweizerischen Nationalbank, von 2007 bis 2010 Mitglied der Geschäftsleitung von Wegelin & Co. Privatbankiers und Leiterin der Niederlassung Lugano. 2010 kehrte sie als Beraterin in die Familien-Anwaltspraxis zurück. Sie sitzt in verschiedenen Stiftungs- und Verwaltungsräten, u. a. jenem der Förderstiftung Avenir Suisse. Seit der Gründung Ende 2011 präsidiert sie zudem die MedienVielfalt Holding AG, die damalige Eigentümerin der Gruppe Basler Zeitung. Sie ist überdies Präsidentin der Textilfabrikantenvereinigung Ticinomoda.

## Schriften (Auswahl)
- Konkordanz blockiert Reformen. In: Shweizer Monat, Ausgabe 931 (Februar 2004). (Online).
- Welt ohne Mauern. In: Schweizer Monat, Ausgabe 944 (Dezember 2005). (Online).
- Die unheilige Allianz der Nutzniesser. In: Schweizer Monat, Ausgabe 958 (Januar 2008). (Online).
- Verwundbare Schweiz. In: Schweizer Monat, Ausgabe 989 (September 2011). (Online).
- Welche Schweiz in welchem Europa? Referat an der Pro-Libertate-Hauptversammlung 2014 in Urtenen-Schönbühl. Pro Libertate, Zollikofen 2014.